# Alekszandr Alekszandrovics Mihajlov
Alekszandr Alekszandrovics Mihajlov (Morsanszk, 1888. április 26. – Leningrád, 1983. szeptember 29.) - csillagász, a Szovjetunió Tudományos Akadémiájának tagja volt.

## Életpályája
A Pulkovói Obszervatóriumban dolgozott 1947-től 1982-ig. 1964-ig volt az igazgatója. Neki tulajdonítják a háború utáni újjáépítés vezetését Leningrád ostroma után. Furcsa módon, Joszif Sztálin előbb elrendelte a Pulkovói Obszervatórium lerombolását, de aztán ő rendelte el az újjáépítését is. 
Mihajlov kulcsszerepet játszott az 1954 májusában történt hivatalos újranyitás munkálataiban. Kutatási feladatai közé tartozott a naptevékenység megfigyelése és előrejelzése, valamint különböző projektek, amelyek kihasználhatták a rádiócsillagászati műszerek előnyeit.
Véleményét egész pályafutása során a legkülönfélébb csillagászati témákban kérték ki. 
1959-ben idézték őt egy Time-cikkben is a Luna–3 szovjet Hold-kutatásról, amely a Holdról készült fényképeket küldött a Földre rádióadással: 
„A holdkutatás következő lépése” – mondta az interjúban – „az lenne, ha egy állomást úgy tudnánk leszállítani a Holdon, hogy a műszerek ne sérüljenek meg.” Ugyanebben az évben a hidegháborús űrversenyről is véleményt nyilvánított, kijelentve, hogy „A legnagyobb probléma az űrkutatás számára” – mondta a Time riporterének ugyanezen év januárjában – „a biztonságos visszatérés, és addig nem szándékoznak kockáztatni egy ember életét, amíg nem biztosak abban, hogy élve vissza tudják hozni.”
Csillagász karrierje mellett fordítással is foglalkozott: számos kulcsfontosságú tudományos művet fordított oroszra.
Kollégái "nyílt szívű és őszinte emberként emlékeztek rá, és ugyanezt követelte meg másoktól is".
Az ő tiszteletére nevezték el a Ljudmila Zsuravljova által felfedezett 1910 Mikhailov aszteroidát.

## Tagságok
1959-ben a Leopoldina tagja és 1964-ben az Orosz Tudományos Akadémia tagja lett.

## Magánélete
Mihajlov 1943-ban megözvegyült, 1946-ban feleségül vette a cseh származású Zdenka Ivanovna Kadlát, aki ugyancsak csillagász volt és az obszervatóriumban dolgozott. A házaspárnak egy fia született.
Szenvedélyesen szerette az optikai eszközöket, és állítólag nagy gyűjteménye volt fényképészeti eszközökből. Emlékezetes, hogy számos témában jártas volt, többek között a zenében, az irodalomban és a művészetben.
Mihajlov otthonában, az obszervatóriumban hunyt el 1983. szeptember 29-én.